# Эсмеральда (броненосный крейсер)
Броненосный крейсер «Эсмеральда» — крейсер чилийских ВМС конца XIX века. Построен в единственном экземпляре. Принадлежал к так называемым «элсвикским» крейсерам, строившимся на экспорт британской компанией Sir W.G. Armstrong & Company. Название получил от бронепалубного крейсера «Эсмеральда».

## Проектирование и постройка
Чили, находившееся в конце XIX века в напряженных отношениях с Аргентиной, активно готовилось к возможной войне с этой страной. Учитывая закупку аргентинцами в Италии целого ряда броненосных крейсеров типа «Джузеппе Гарибальди», чилийское военно-морское командование заказало фирме «Армстронг» броненосный крейсер, способный сражаться с новыми аргентинскими кораблями, а при необходимости уйти от них. Проект должен был быть умеренным по стоимости.
Новая «Эсмеральда», как и её предшественник, проданный Японии и уже ставший «Идзуми», сошла на воду 13 апреля 1896 году. Крейсер имел гладкопалубную конструкцию и обшивался в подводной части деревом и медью. За броневым поясом, на броневой палубе, располагались угольные ямы.

## Конструкция
«Эсмеральда» стала дальнейшим развитием бронепалубных крейсеров компании «Армстронг», которые отличались мощным вооружением и высокой скоростью хода при сравнительно небольшом водоизмещении. Ход при естественной тяге составил 22,25 узла.

### Вооружение
Вооружение состояло из двух 8" (203-мм) орудий с броневыми щитами толщиной 114 мм, установленных на баке и юте (сектора обстрела по 270°), и шестнадцати 6" (152-мм) орудий, располагавшихся по бортам на верхней палубе и на надстройке. Артиллерийское вооружение дополнялось тремя торпедными аппаратами.

### Бронирование
Выпуклая броневая палуба, толщиной в средней части 38 мм и 51 мм в оконечностях, простиралась по всей длине корабля.
Броневой пояс «Эсмеральды» имел протяжённость 107 м и высоту 2,1 м. Поскольку при постройке была допущена строительная перегрузка, характерная для того времени, броневой пояс крейсера возвышался над водой лишь на 0,6 м, а при полном водоизмещении полностью уходил под воду. Это дало повод главному строителю Королевского флота Уильяму Уайту назвать броневой пояс чилийского крейсера «фиктивным».